# حسن مختاری
حسن مختاری (زاده ۱۳۲۸ در رضوانشهر، تیران و کرون) نمایندهٔ حوزهٔ انتخابیهٔ نجف‌آباد و تیران و کرون در دورهٔ سوم و چهارم مجلس شورای اسلامی بوده‌است.